# غوردون مورغان
غوردون مورغان (بالإنجليزية: Gordon Morgan)‏ (6 مارس 1893 - 7 مايو 1967) هو لاعب كريكت أسترالي.

## وصلات خارجية
- غوردون مورغان على موقع إي آس بي آن كريك إنفو (الإنجليزية)